# 许甘露

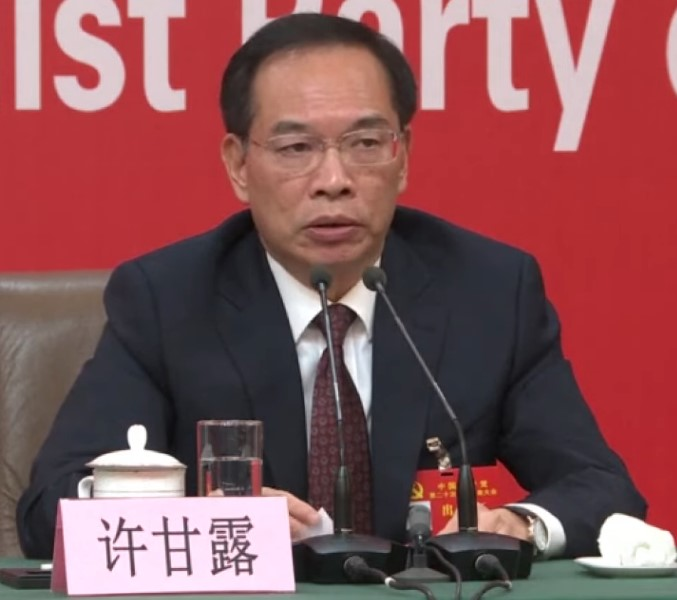
许甘露（2022年10月）

许甘露（1962年1月21日—），男，汉族，福建同安人，中华人民共和国政治人物。厦门大学世界经济专业毕业，在职研究生学历。現任第十四届全国人大外事委员会副主任委员，中国警察学会会长。曾任公安部副部长、党委委员、国家移民管理局局长、党组书记。副总警监警衔。

## 生平
许甘露1979年12月参加工作，在福建省厦门市公安干校学习。1980年2月，任厦门市公安局集美分局干部。1982年9月加入中国共产党。1984年8月，任厦门市公安局开元分局副局长。1985年8月，任开元分局局长。1988年8月，任厦门市公安局副局长。1992年8月，任厦门市公安局副局长、党组副书记（正处级）。1993年2月，任中共厦门市湖里区委书记（1994年2月，副厅级）。
1994年10月，任公安部出入境管理局副局长。1996年6月，任公安部出入境管理局局长（1994年7月－1996年7月，在厦门大学经济系世界经济专业在职研究生学习）。2000年10月，因牵涉轰动全国的远华案被免去实职，任公安部正局级干部。2009年3月复出，任公安部警务保障局副局长（正局级）。2010年1月，任公安部警务保障局副局长（正局级）、警务保障企业管理办公室主任。2012年10月，任公安部交通管理局局长、警务保障企业管理办公室主任。
2015年6月，任河南省人民政府副省长人选、党组成员，河南省公安厅厅长人选、党委书记、督察长及中共河南省委政法委副书记。2015年7月，当选河南省副省长、省公安厅厅长。2015年11月，兼任河南省武警总队第一政委、党委第一书记。2016年11月，任中共河南省委常委、政法委书记、副省长、省公安厅厅长。2017年1月，辞去河南省人民政府副省长职务，7月不再担任河南省公安厅厅长。2018年3月，任公安部副部长、国家移民管理局局长。
2023年3月，当选为第十四届全国人民代表大会外事委员会副主任委员。2025年4月，卸任公安部副部长、国家移民管理局局长等职。